# Mascolinità

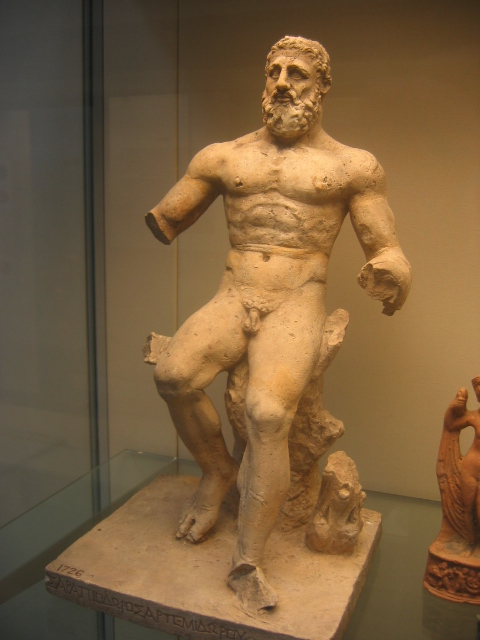
Nella mitologia greca Eracle è uno dei massimi simboli di mascolinità.

La mascolinità (o il genere maschile) è un insieme di attributi, comportamenti e ruoli generalmente associati agli uomini. La mascolinità è costruita socialmente e culturalmente, anche se alcuni comportamenti considerati maschili, come indica la ricerca, sono biologicamente influenzati.  Fino a che punto la mascolinità sia influenzata biologicamente o socialmente è oggetto di dibattito. Il genere maschile è stato ultimamente distinto dalla definizione del sesso biologico maschile, poiché sia i maschi che le femmine possono esibire caratteristiche comportamentali solitamente associate al maschile.
Gli standard di mascolinità variano a seconda delle diverse culture e periodi storici.  Le caratteristiche tradizionalmente, culturalmente e socialmente considerate maschili nella società occidentale includono virilità, forza, coraggio, indipendenza, leadership e assertività.
Il machismo è una forma di mascolinità che enfatizza il potere ed è spesso associata a un disprezzo per le conseguenze e la responsabilità.
Il suo opposto può esser espresso dal termine effeminatezza. Uno dei sinonimi maggiormente usati per indicare la mascolinità è virilità, dal latino vir che significa «uomo».

## Contesti storici e culturali
L'interpretazione ed il riconoscimento della mascolinità variano all'interno dei diversi contesti storici e culturali. Nell'antichità era prevalente prendere a modello l'uomo d'arme; la figura del dandy, tanto per fare solo un esempio, è stato considerato un ideale di mascolinità nel XIX secolo, mentre è considerato al limite dell'effeminato per gli standard moderni.
Le norme tradizionali maschili, così come vengono descritte nel libro del Dr. Ronald F. Levant intitolato "Mascolinità ricostruita" sono: evitare ogni accenno di femminilità, non mostrare le proprie emozioni, tenere ben separato il sesso dall'amore, perseguire il successo e raggiungere uno status sociale più elevato, l'autonomia (il non aver mai bisogno dell'aiuto di nessuno), la forza fisica e l'aggressività, infine l'omofobia (disprezzo per il frocio, il finto maschio). Queste norme servono a riprodurre simbolicamente il ruolo di genere associando gli attributi e le caratteristiche specifiche creduti appartenere di diritto al genere maschile.
Lo studio accademico della mascolinità ha subito una massiccia espansione d'interesse tra la fine degli anni '80 e i primi anni '90, con corsi universitari che si occupano della mascolinità passati da poco più di 30 ad oltre 300 negli Stati Uniti. Questo ha portato anche a ricerche riguardanti la correlazione tra concetto di mascolinità e le varie forme possibili di discriminazione sociale, ma anche per l'uso che del concetto se ne fa in altri campi, come nel modello femminista di costruzione sociale del genere.

## Natura ed educazione

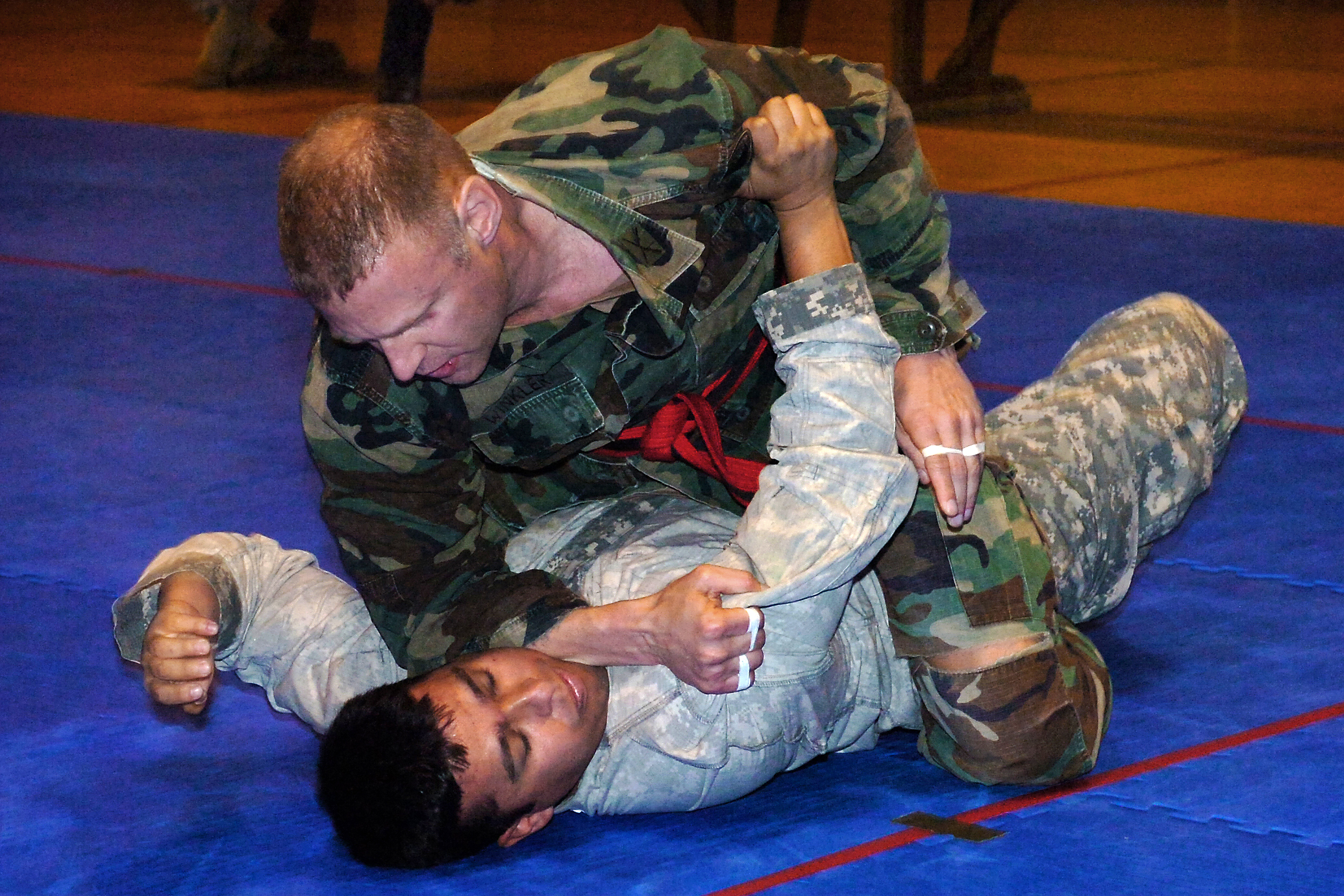
Competizione sportiva, scontro fisico e militarismo sono caratteristiche della mascolinità che appaiono in forme analoghe in quasi tutte le culture del mondo.

La misura in cui l'espressione della propria mascolinità possa esser un fatto di natura o il risultato di un'educazione (e quindi appartenente all'ampio spettro del condizionamento sociale) è stato oggetto di molte discussioni.
La ricerca sul genoma umano ha dato importanti informazioni circa lo sviluppo delle caratteristiche maschili ed il processo di differenziazione sessuale specifico per il sistema riproduttivo degli esseri umani: il TDF sul cromosoma Y, che è fondamentale per lo sviluppo sessuale maschile, attiva la proteina chiamata "Fattore di trascrizione SOX9" la quale aumenta l'ormone antimulleriano che reprime lo sviluppo femminile nell'embrione.
Vi è ampio dibattito poi su come i bambini sviluppino a partire dalla realtà corporea una propria identità di genere; chi la considera un fatto di natura sostiene che la mascolinità è inestricabilmente collegata al corpo umano maschile, ed in tale visione diventa qualcosa che è legato al sesso maschile biologico, cioè all'apparato genitale maschile il quale diviene così l'aspetto fondamentale della mascolinità.
Altri invece suggeriscono che, mentre la mascolinità può essere influenzata da fattori biologici, è anche però ampiamente costruita culturalmente; la mascolinità non avrebbe quindi una sola fonte d'origine o creazione, ma sarebbe anche associata a certi condizionamenti sociali. Un esempio di mascolinità socializzata è quella rappresentata dallo spuntare della barba, cioè dall'avere peli sul viso: l'adolescente che viene considerato e trattato da uomo a partire dal momento in cui comincia a radersi.

## Mascolinità egemonica

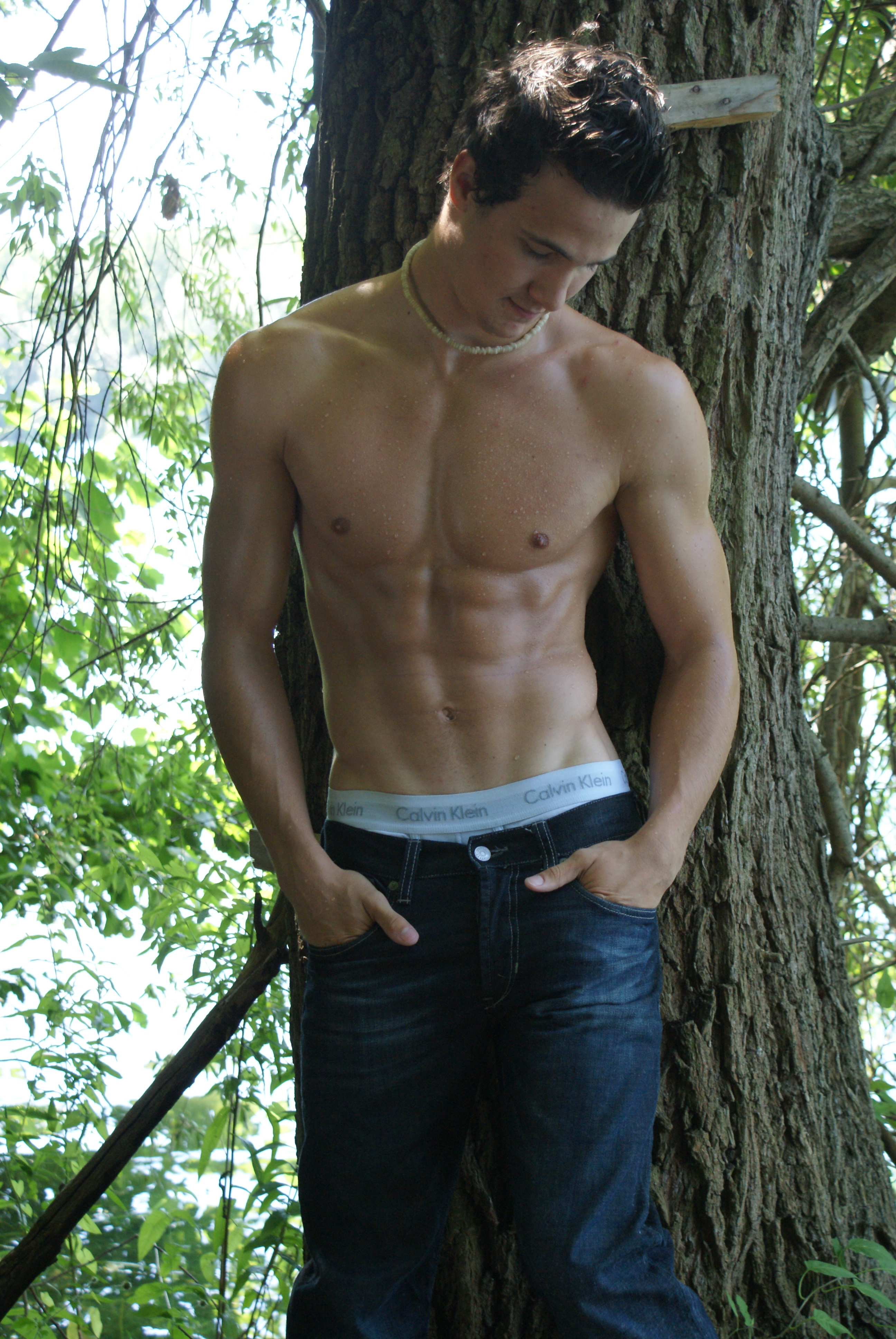
Esempio di maschio poco più che adolescente con corpo muscoloso.

Nelle culture tradizionali la maniera principale per gli uomini di acquistare onore e rispetto era quello di arrivare a mantenere economicamente la propria famiglia assumendone al contempo anche il comando e la leadership. Raewyn Connell ha etichettato i tradizionali ruoli e privilegi maschili col termine di mascolinità egemonica, cioè la norma maschile, qualcosa a cui tutti gli uomini dovrebbero aspirare e che le donne invece sono scoraggiate dall'adottare: "Configurazione del genere come prassi che incarna la risposta accettata al problema della legittimità patriarcale... che garantisce la posizione dominante degli uomini e la subordinazione delle donne".
Il Dr. Joseph Pleck sostiene che una gerarchia di mascolinità tra gli uomini esiste in gran parte nella dicotomia riferita all'orientamento sessuale tra maschio eterosessuale e non-maschio omosessuale e spiega che "la nostra società utilizza la dicotomia etero-omo come simbolo centrale per tutte le sue classifiche di mascolinità, distinguendo i veri uomini dotati di virilità da quelli che invece lo sono solo per finta". Kimmel promuove questo concetto, aggiungendo però anche che il tropo "sei gay" indica che uno è innanzitutto privo di mascolinità, prima ancora d'indicare un maschio attratto da persone del proprio stesso sesso.
Pleck conclude sostenendo che per evitare la continuazione dell'oppressione maschile sopra le donne, sopra gli altri uomini, ma anche sopra sé stessi, debbono essere eliminate una volta per tutte le strutture ed istituzioni patriarcali dall'auto-consapevolezza maschile.

## Critiche
Si tratta di un argomento dibattuto la questione se i concetti di mascolinità seguiti storicamente debbano ancora continuare ad essere applicati. I ricercatori hanno rilevato un corrente di critica alla mascolinità, dovuta al rimodellamento dei valori contemporanei, ai gruppi femministi più attivi che hanno assunto per sé certi ruoli tradizionali appartenenti alla mascolinità, all'ostilità culturale che la società d'oggi ha in certi casi posto sui cosiddetti valori maschili, ed infine anche alla promozione della mascolinità nella donna abbinata ad un pressione rivolta agli uomini per femminilizzarsi.
Le immagini di ragazzi e giovani uomini presentati nei mass media possono portare alla persistenza di concetti nocivi alla mascolinità; gli attivisti per i diritti degli uomini sostengono che i media non prestano una seria attenzione alle questioni relative ai diritti maschili e che gli uomini vengono spesso dipinti in una luce negativa, soprattutto nella pubblicità.
Peter Jackson scrive che le forme dominanti di mascolinità possono essere di sfruttamento economico e di oppressione sociale. Egli afferma che "la forma di oppressione varia dai controlli patriarcali sui corpi delle donne e dei diritti riproduttivi, attraverso le ideologie di domesticità, femminilità ed eterosessualità obbligatoria, alle definizioni sociali del valore del lavoro, le presunte maggiori abilità naturali del maschio e la remunerazione differenziale del lavoro produttivo e riproduttivo".

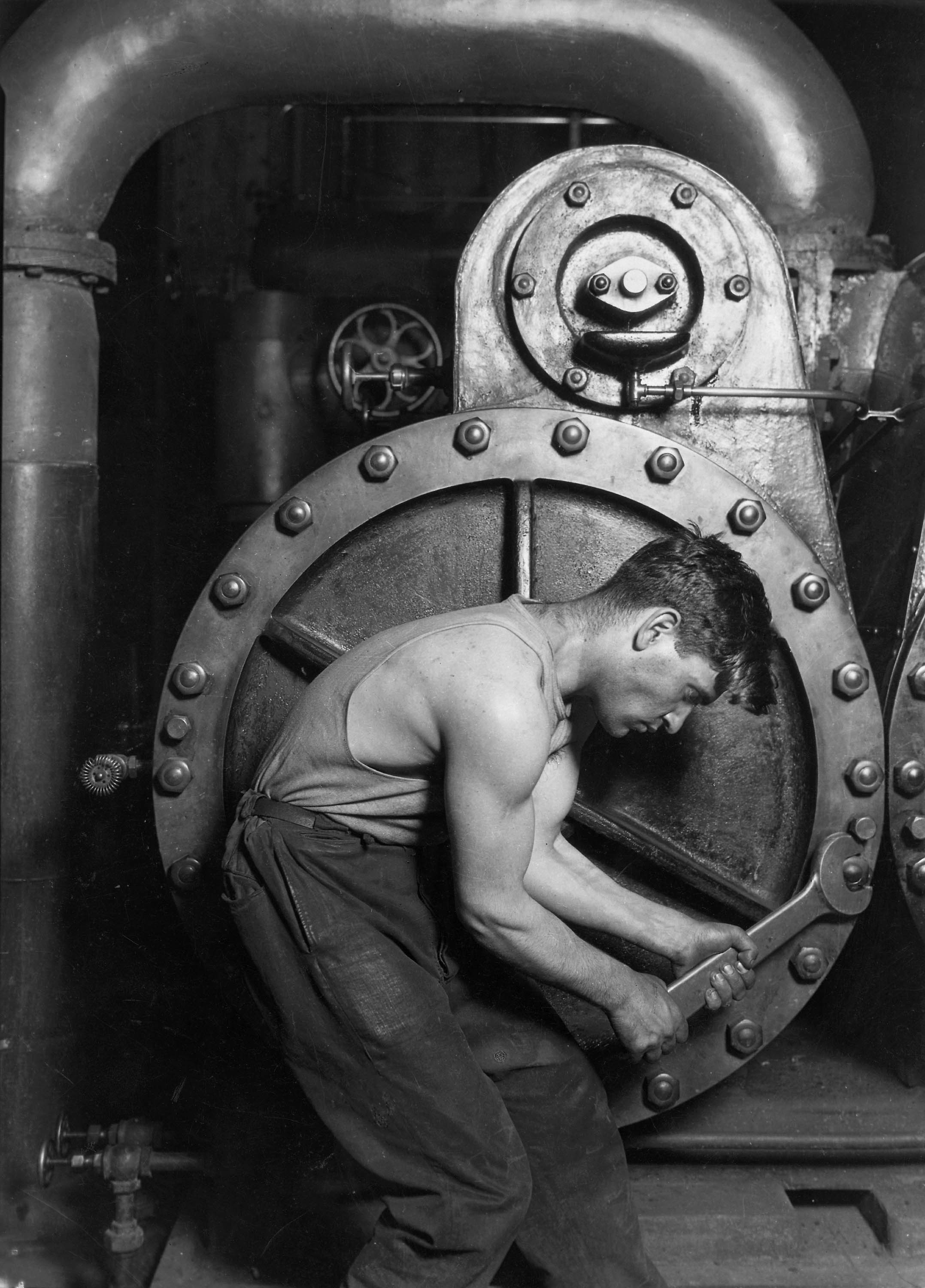
Il lavoro meccanico in fabbrica è associato con la mascolinità tradizionale.

### Nozione di mascolinità in crisi
Un discorso sulla crisi della mascolinità è emerso negli ultimi decenni, sostenendo l'ipotesi che il concetto di mascolinità si trovi oggi nella civiltà occidentale in uno stato di profonda crisi.
La crisi è anche stata spesso attribuita alle politiche conseguenti al femminismo in risposta sia al presunto dominio degli uomini sulle donne, sia ai diritti attribuiti socialmente sulla base del proprio sesso d'appartenenza.
Altri vedono il mercato del lavoro in costante evoluzione come fonte della crisi della mascolinità, la deindustrializzazione e la sostituzione delle vecchie fabbriche con nuove tecnologie ha permesso ad un numero sempre maggiore di donne di entrare in questo mercato competendo alla pari con gli uomini, riducendo al contempo la necessità e domanda di forza fisica.

## Tendenze contemporanee

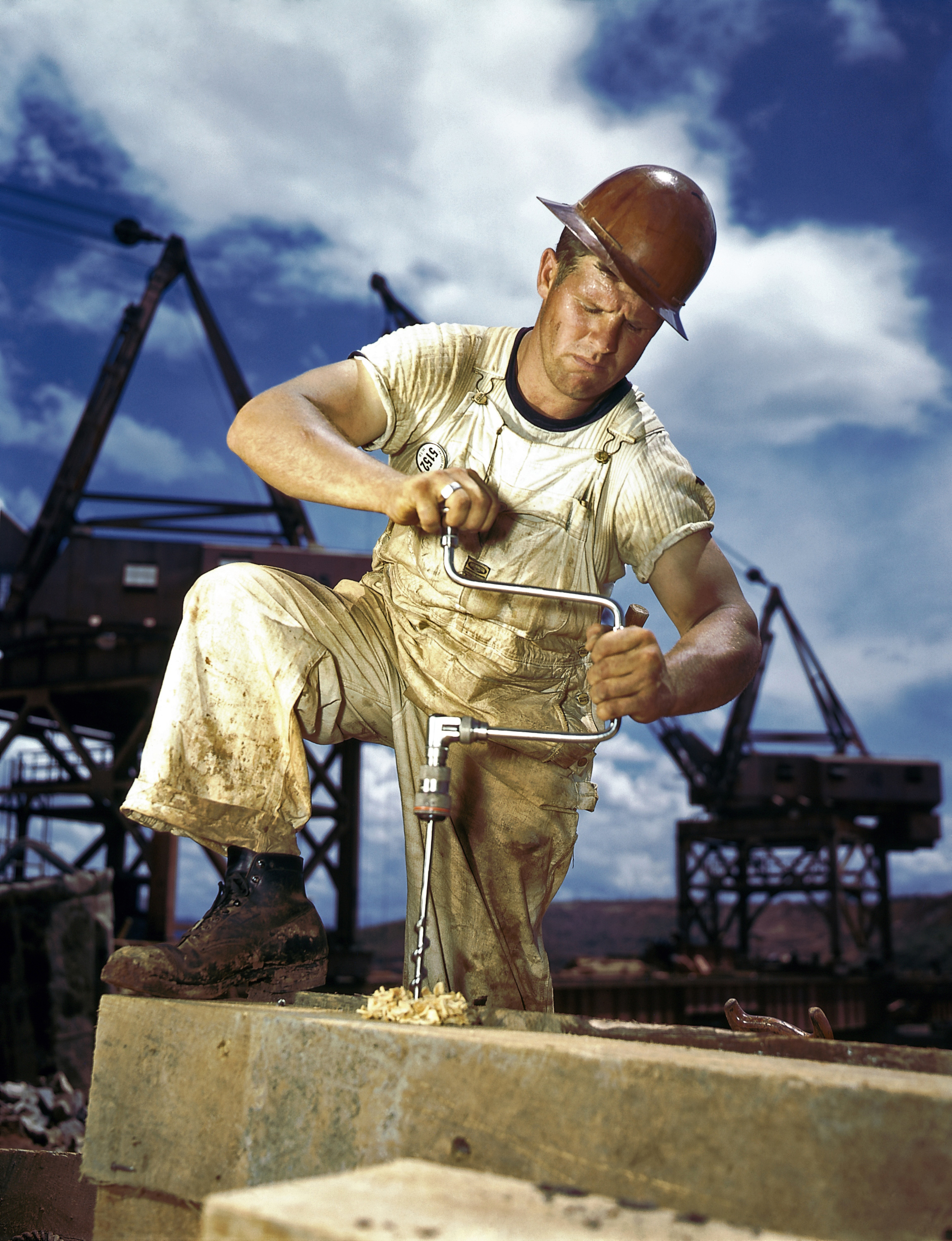
L'operaio edile, esempio moderno di mascolinità.

Anche se gli stereotipi effettivi siano rimasti relativamente costanti, il valore collegato al concetto di mascolinità maschile è in parte cambiato nel corso degli ultimi decenni.
Secondo un documento presentato all'American Psychological Association: "Invece di vedere una diminuzione dell'oggettivazione delle donne nella società, si è recentemente verificato un aumento nell'oggettivazione di entrambi i sessi... Uomini e donne possono limitare la loro assunzione di cibo nello sforzo di ottenere quello che considerano un corpo attraente sottile, in casi estremi portando anche a gravi disturbi alimentari".
Sia gli uomini che le donne più giovani che leggono riviste di fitness e di moda potrebbero essere psicologicamente danneggiati dalle immagini perfette di fisico femminile e maschile che vedono: alcune giovani donne e uomini si esercitano eccessivamente nel tentativo di raggiungere ciò che essi considerano una forma corporea più attraente, che in casi estremi può portare a disordine dismorfico del corpo (dismorfofobia) o dismorfismo muscolare (anoressia riversa).

## Terminologia
I concetti di mascolinità sono variati a seconda del tempo e del luogo e sono soggetti a costanti cambiamenti, quindi è più appropriato parlare di mascolinità al plurale che di una singola tipologia di mascolinità. I tratti tipici di mascolinità sono la forte concezione di sé, essere fieri ed esuberanti, essere forti sopra la media, un'intelligenza più sviluppata nella leadership e nelle decisioni a lungo termine oppure anche occuparsi della propria persona amata e della categorie più deboli.